# Mahalchhari
Mahalchhari är ett underdistrikt i Bangladesh. Det ligger i den sydöstra delen av landet, 190 km sydost om huvudstaden Dhaka.
I omgivningarna runt Mahalchhari växer huvudsakligen savannskog. Runt Mahalchhari är det tätbefolkat, med 286 invånare per kvadratkilometer.